# L'habitació 1408
L'habitació 1408 (1408 en anglès) és una pel·lícula de terror psicològic nord-americana de 2007 basada en el conte homònim de 1999 de Stephen King. És protagonitzada per John Cusack i Samuel L. Jackson, va ser dirigida per Mikael Håfström i estrenada als Estats Units el 22 de juny de 2007. Ha estat subtitulada al català.
La pel·lícula segueix Mike Enslin, un autor que investiga llocs suposadament embruixats. Enslin rep un avís ominós per no entrar a l'habitació titular 1408 d'un hotel fictici de la ciutat de Nova York, The Dolphin. Encara que és escèptic del paranormal, aviat es veu atrapat a l'habitació on viu esdeveniments estranys i espantosos.
Les crítiques van ser majoritàriament positives i L'habitació 1408 va ser un èxit de taquilla, aconseguint gairebé 5 vegades el seu pressupost de producció de 25 milions de dòlars.

## Repartiment
- John Cusack com a Michael "Mike" Enslin
- Samuel L. Jackson com a Gerald Olin
- Mary McCormack com a Lily Enslin
- Tony Shalhoub com a Sam Farrell
- Len Cariou com a pare d'en Mike
- Jasmine Jessica Anthony com a Katie Enslin
- Isiah Whitlock Jr. com a enginier de l'hotel
- Kim Thomson com a recepcionista
- Benny Urquidez com el maníac del martell
- Angel Oquendo com a taxista
- Andrew-Lee Potts com a missatger

## Producció
El novembre de 2003 i 2004, Dimension Films va comprar als drets del conte de 1999 "1408" de Stephen King. L'estudi va contractar el guionista Matt Greenberg per adaptar la història a un guió. L'octubre de 2005, Mikael Håfström va ser contractat per dirigir-la, i el guió va ser reescrit pels guionistes Scott Alexander i Larry Karaszewski. Al març de 2006, l'actor John Cusack va ser seleccionat per ser el protagonitzar juntament amb l'actor Samuel L. Jackson l'abril següent. Al juliol, l'actriu Kate Walsh va ser seleccionada per protagonitzar al costat de Cusack com l'exdona del protagonista, però es va veure obligada a marxar a l'agost a causa de conflictes de programació amb el seu paper a Grey's Anatomy. Va ser substituïda per Mary McCormack. Segons Cusack, l'hotel Roosevelt de Nova York va ser utilitzat per a algunes de les fotos exteriors del Dolphin. Les escenes del vestíbul es van filmar al Reform Club de Londres.